# Георг Фридрих Мориц княз на Хоенлое-Кирхберг
Георг Фридрих Мориц фон Хоенлое-Кирхберг (на немски: Georg Friedrich Moritz zu Hohenlohe-Kirchberg; * 16 септември 1786, Кирхберг; † 25 декември 1836, Кирхберг) е княз на Хоенлое-Кирхберг.

## Произход
Той е син на княз Кристиан Фридрих Карл фон Хоенлое-Кирхберг (1729 – 1819), племенен господар във Вюртемберг, и втората му съпруга графиня Филипина София Ернестина фон Изенбург-Бюдинген (1744 – 1819), дъщеря на генерал граф Вилхелм Мориц II фон Изенбург-Филипсайх (1688 – 1772) и графиня Филипина Луиза фон Щолберг-Гедерн (1705 – 1744).

## Фамилия
Георг Фридрих Мориц фон Хоенлое-Кирхберг се жени на 9 юли 1812 г. във Фридрихсруе за принцеса Аделхайд Шарлота Вилхелмина фон Хоенлое-Ингелфинген (* 20 януари 1787; † 20 август 1858), дъщеря на княз Фридрих Лудвиг фон Хоенлое-Ингелфинген-Йоринген (1746 – 1818) и графиня Амалия Луиза Мариана фон Хойм цу Дройсиг (1763 – 1840). Бракът е бездетен.